# Evanina
Evanina là một chi bướm đêm thuộc họ Noctuidae.

## Loài
- Evanina wiltshirei (Boursin, 1957)